# La Foradada (Sierra del Montsià)
La Foradada del Montsià es una montaña perteneciente a la Sierra del Montsiá, localizada en la provincia de Tarragona. Es la segunda cumbre más alta de esta formación rocosa, tras la cercana Torreta del Montsià (764 m).

## Toponimia
A pesar de que el topónimo de "La Foradada" se utiliza indistintamente en español y catalán, merece la pena destacar que su traducción directa es "La Horadada" o "La Agujereada".  La Foradada debe este nombre a las curiosas formaciones rocosas de origen calcáreo que pueden encontrarse cerca de su cima y que forman diversos puentes naturales de piedra.

## Características
La altura de la cima de La Foradada es de 695 metros, y se sitúa en el punto de confluencia de los municipios de Alcanar, Freginals y San Carlos de la Rápita. Esta confluencia se encuentra a unos 126 metros del extremo nordeste del término municipal de Ulldecona. 
La última etapa del GR-92 pasa por La Foradada. La 31ª etapa de este Sendero de gran recorrido sale desde la Ampolla y se adentra hacia la Sierra del Montsià . El sendero transcurre por la arista de la sierra hasta llegar a la Fuente del Burgar y seguidamente sube hasta el Mas de Mata-Redona, desde donde transcurre el tramo más abrupto hasta llegar a la Foradada. 